# Kaoru Ishikawa
Kaoru Ishikawa (石川 馨 Ishikawa Kaoru), japansk konsult född 13 juli 1915 i Tokyo, död 16 april 1989.
Ishikawa skapade det så kallade fiskbensdiagrammet, som ofta används inom kvalitetsteknik.